# Anna Kanakis
Anna Maria Kanakis nota come Anna Kanakis (Messina, 1º febbraio 1962 – Roma, 19 novembre 2023) è stata una modella e attrice italiana, eletta Miss Italia 1977.

## Biografia
Nata a Messina da padre greco, nativo di Creta, ingegnere, e da madre avvocatessa di Tortorici, comune in provincia di Messina. Anna Maria Kanakis cresce nella città siciliana allevata dalla mamma e dalla nonna, a causa dell'assenza del padre, che dichiarerà di aver visto al massimo cinque volte in tutta la sua vita. A soli 15 anni, nel settembre 1977, viene eletta Miss Italia a Sant'Eufemia d'Aspromonte, arrivando al concorso di bellezza per caso, notata mentre si trova in vacanza all'isola di Vulcano. È la Miss Italia più giovane a venire eletta nella storia del concorso, dopo una modifica del regolamento. Il premio di Miss Italia sarà una cosa che in futuro ricorderà con rammarico, arrivando a definirla «roba vecchia come le guerre puniche» e «che non puoi essere brava e devi dimostrare più delle altre, come se la bellezza si possa coniugare solo con la stupidità». In seguito si iscrive alla facoltà di Giurisprudenza con l'obiettivo di diventare magistrato. Nel 1981 partecipa anche al concorso di Miss Universo.
Prima di passare alla carriera di attrice, svolge per diversi anni l'attività di modella, debuttando nel cinema nel 1980 nel film Zucchero, miele e peperoncino, diretto da Sergio Martino, convinta a partecipare al suo primo provino da Gabriele Salvatores, che le dice che ha «le pagliuzze negli occhi, quei guizzi che deve avere l’attore per manifestare emozioni». Seguono altri piccoli ruoli in commedie degli anni ottanta quali: Attila flagello di Dio (1982), Acapulco, prima spiaggia... a sinistra (1983), Occhio, malocchio, prezzemolo e finocchio (1983) e Segni particolari: bellissimo (1983), dove recita con Adriano Celentano, venendo accreditata con il nome completo di Anna Maria Kanakis.
Nel 1988 arriva, per la regia di Luigi Magni, il primo ruolo drammatico, nella pellicola a tema "risorgimentale" 'o Re, film che narra dell'esilio romano dell'ex re di Napoli Francesco II di Borbone (interpretato da Giancarlo Giannini) e della di lui combattiva consorte Maria Sofia di Baviera (interpretata da Ornella Muti). Nella pellicola interpreta la parte di un'esuberante "banditessa". Lo stesso anno segue il film L'avaro, diretto da Tonino Cervi, tratto dall'omonima commedia di Molière, dove recita nel ruolo di Elisa, figlia di Arpagone, il protagonista della storia interpretato da Alberto Sordi, venendo però doppiata da Cristiana Lionello.
Nel 1989 avviene il passaggio alla fiction televisiva, grazie alla miniserie Oceano, diretta da Ruggero Deodato, in cui recita, al fianco di Irene Papas e Mario Adorf, nel ruolo di Manuela Quijano in tutti e sei gli episodi che la compongono. A questa fanno seguito altre miniserie di ambientazione storica, come La primavera di Michelangelo (A Season of Giants, 1990), diretta da Jerry London, in cui recita al fianco di Mark Franke (Michelangelo) e F. Murray Abraham (papa Giulio II), nel ruolo di una monaca, sorella Ilaria. O ancora come E Caterina... regnò (Young Catherine, 1991), per la regia di Michael Anderson, in cui interpreta la contessa Vorontsova al fianco di Julia Ormond (la giovane Caterina II di Russia del titolo) e Vanessa Redgrave (l'imperatrice Elisabetta di Russia). Nel 1999 partecipa alla miniserie televisiva diretta da Gianni Lepre,  Fine secolo, in cui interpreta il ruolo della criminologa Giulia Cairo.
Ha anche una breve esperienza politica nell'UDR, partito fondato da Francesco Cossiga, con l'incarico di dirigente nazionale Cultura e Spettacolo, come dichiara lei stessa in un'intervista a Claudio Sabelli Fioretti.
Nel 2002 fa parte della giuria tecnica dell'edizione di Miss Italia di quell'anno. Tra 2002 e 2004 prende parte alle prime due stagioni della serie televisiva italiana Vento di ponente, in cui interpreta la co-protagonista Paola Ghiglione, al fianco di Serena Autieri (Francesca Ghiglione) ed Enrico Mutti (Marco Decaro). Nel 2006 partecipa alla miniserie di ambito storico-religioso L'inchiesta - Anno Domini XXXIII, diretta da Giulio Base, che racconta di un'ipotetica inchiesta ordinata dall'imperatore Tiberio nell'anno 35 d.C., per far luce sulla crocifissione di Gesù di Nazareth, e in cui l'attrice vi interpreta il personaggio di Claudia Procula. Del 2007 la sua ultima apparizione, che avviene nella miniserie televisiva diretta da Stefano Reali, La terza verità. Dopo di che, con l'unica eccezione del cortometraggio del 2019 Preludio, diretto da Stefania Rossella Grassi e Tommaso Scutari, abbandona la carriera di attrice, ritirandosi a vita privata. In merito al suo abbandono delle scene avrà a dichiarare che l'addio alla recitazione l'aveva liberata dalla schiavitù del dover apparire sempre al meglio.
Nel 2010 fa il suo esordio come scrittrice, spinta dalla lettura di una biografia di George Sand e appassionandosi alla figura di Alexandre Manceau, suo ultimo amante. Pubblica così, con Marsilio Editori, il romanzo Sei così mia quando dormi. L'ultimo scandaloso amore di George Sand. Nel 2011 prosegue nell'attività di scrittrice, col secondo romanzo L'amante di Goebbels, sempre per Marsilio Editori, dove viene narrata la storia vera di Lída Baarová, attrice cecoslovacca che fu amante di Joseph Goebbels nel 1938.
Muore il 19 novembre 2023, all'età di 61 anni, al policlinico Umberto I di Roma, a causa di un tumore, diagnosticatole appena sette mesi prima e che aveva voluto tenere segreto all'opinione pubblica. L'annuncio viene dato dal marito Marco Merati Foscarini, con il quale qualche mese dopo avrebbe festeggiato i primi vent’anni di matrimonio. I funerali si tengono il 23 dello stesso mese a Roma, nella chiesa di San Salvatore in Lauro.

## Vita privata
Nel 1981 sposa il musicista Claudio Simonetti, da cui divorzia pochi anni dopo. Nel 2004 celebra le seconde nozze con il veneziano Marco Merati Foscarini, discendente di Marco Foscarini, uno degli ultimi Dogi della Repubblica di Venezia. La coppia rimane unita fino al decesso dell'attrice.

## Filmografia

### Cinema
- Zucchero, miele e peperoncino, regia di Sergio Martino (1980) – non accreditata
- Bello di mamma, regia di Rino Di Silvestro (1980)
- Attila flagello di Dio, regia di Castellano e Pipolo (1982)
- Acapulco, prima spiaggia... a sinistra, regia di Sergio Martino (1983)
- I nuovi barbari, regia di Enzo G. Castellari (1983)
- 2019 - Dopo la caduta di New York, regia di Sergio Martino (1983)
- Occhio, malocchio, prezzemolo e finocchio, regia di Sergio Martino (1983)
- Segni particolari: bellissimo, regia di Castellano e Pipolo (1983)
- 'o Re, regia di Luigi Magni (1989)
- L'avaro, regia di Tonino Cervi (1990)
- Money - Intrigo in nove mosse (Money), regia di Steven Hilliard Stern (1991)
- Riflessi in un cielo scuro, regia di Salvatore Maira (1991)
- Tragica conseguenza (Coma), regia di Denys Granier-Deferre (1994)
- Gli inaffidabili, regia di Jerry Calà (1997)
- Preludio, regia di Stefania Rossella Grassi e Tommaso Scutari – cortometraggio (2019)

### Televisione
- Oceano, regia di Ruggero Deodato – miniserie TV, 6 episodi (1989)
- La primavera di Michelangelo (A Season of Giants), regia di Jerry London – miniserie TV, episodi 1x01-1x02-1x03 (1990)
- E Caterina... regnò (Young Catherine), regia di Michael Anderson – miniserie TV (1991)
- Alexandra (Princesse Alexandra), regia di Denis Amar – miniserie TV (1993)
- Due vite, un destino, regia di Romolo Guerrieri – miniserie TV (1993)
- La famiglia Ricordi, regia di Mauro Bolognini – miniserie TV, 4 episodi (1995)
- La tenda nera, regia di Luciano Mannuzzi – film TV (1996)
- Il maresciallo Rocca – serie TV, episodio 1x06 (1996)
- Fine secolo – serie TV, 5 episodi (1999)
- Una sola debole voce 2, regia di Gianluigi Calderone – film TV (2001)
- Vento di ponente – serie TV, 30 episodi (2002-2004)
- O la va, o la spacca, regia di Francesco Massaro – miniserie TV, 7 episodi (2004)
- L'inchiesta - Anno Domini XXXIII, regia di Giulio Base – miniserie TV (2006)
- La terza verità, regia di Stefano Reali – miniserie TV (2007)

## Opere letterarie
- Sei così mia quando dormi. L'ultimo scandaloso amore di George Sand, Venezia, Marsilio Editore, 2010, ISBN 978-8831706452.
- L'amante di Goebbels, Venezia, Marsilio Editore, 2011, ISBN 978-8831710022.
- Non giudicarmi, Milano, Baldini e Castoldi, 2022, ISBN 978-88-93889-91-9.

## Doppiatrici italiane
Nelle versioni in italiano delle opere in cui ha recitato, Anna Kanakis è stata doppiata da:
- Cristiana Lionello ne L'avaro[8]